# یوسکا ساوولاینن
یوسکا ساوولاینن (فنلاندی: Juska Savolainen؛ زادهٔ ۱ سپتامبر ۱۹۸۳) بازیکن فوتبال اهل فنلاند است.
از باشگاه‌هایی که در آن بازی کرده‌است می‌توان به باشگاه فوتبال هیرنفین، باشگاه فوتبال روزنبورگ، و باشگاه فوتبال تامپره یونایتد اشاره کرد.
وی همچنین در تیم ملی فوتبال فنلاند بازی کرده‌است.